# École de Copenhague (physique)
Pour les articles homonymes, voir École de Copenhague.

Interprétation de Copenhague dans l'expérience de pensée du chat de Schrödinger : lors d'une désintégration radioactive, il se produit une ramification de l'état. Cependant, selon un principe aléatoire, l'une des deux branches s'effondre immédiatement après que la cohérence entre les états a suffisamment diminué, par exemple à la suite d'une mesure.

L’école de Copenhague ou interprétation de Copenhague est un courant de pensée qui donne une interprétation cohérente de la mécanique quantique. Elle considère que le caractère probabiliste de la mécanique quantique et les relations d’incertitude de Heisenberg proviennent de l’interaction entre l’appareil de mesure et ce qui est mesuré, c’est-à-dire du fait qu'au niveau atomique, l’effet de l’appareil de mesure sur son objet ne peut pas être négligé. D’autre part, elle considère que parler d’objets indépendamment de toute mesure n’a pas de sens ; en particulier, il est impossible de connaître l’évolution d’un système entre deux mesures.
Cette interprétation proposée par Niels Bohr, Werner Heisenberg, Pascual Jordan, Max Born porte le nom de Copenhague car l’institut de physique, que dirigeait Bohr et où Heisenberg et Pauli étaient de fréquents visiteurs, était situé dans cette ville. Cette interprétation sert de référence en physique, même si d’autres interprétations ont été proposées.

## L'interprétation
À proprement parler, il n'existe pas une interprétation de Copenhague unifiée. Ce qui est désigné par ce nom est essentiellement une reconstitution réalisée par Werner Heisenberg tardivement qui ne traduit pas nécessairement le point de vue précis des autres physiciens supposés appartenir à cette école, et en particulier Niels Bohr.
Les tenants de l'interprétation de Copenhague estiment que le cadre conceptuel hérité de la physique classique n'est pas adapté pour décrire l'infiniment petit. En particulier, il suppose que dans tout acte de mesure, l'objet mesuré et l'appareil de mesure sont totalement séparés. Or, ce n'est plus le cas lorsque l'échelle atomique est considérée. C'est ce qu'explique Heisenberg :

« L'interprétation de Copenhague de la théorie quantique prend naissance dans un paradoxe. Toute expérience physique, qu'il s'agisse de phénomènes de la vie quotidienne ou de phénomènes atomiques, se décrit forcément en termes de physique classique. Les concepts de physique classique forment le langage grâce auquel nous décrivons les conditions dans lesquelles se déroulent nos expériences et communiquons leurs résultats. Il nous est impossible de remplacer ces concepts par d'autres et nous ne devrions pas le tenter. Or, l'application de ces concepts est limitée par les relations d'incertitude et, quand nous utilisons ces concepts classiques, nous ne devons jamais perdre de vue leur portée limitée, sans pour cela pouvoir ou devoir essayer de les améliorer. »

Le point clé est que dans le monde atomique l'influence de l'appareil de mesure sur l'objet mesuré n'est pas négligeable. Heisenberg, après avoir décrit l'expérience quantique des fentes de Young, explique le phénomène de réduction du paquet d'onde et le caractère incertain du résultat de la mesure de la façon suivante :

« il est très important de se rendre compte que notre objet a forcément été en contact avec les autres parties du monde, à savoir les conditions expérimentales, l'appareil de mesure, etc., avant l'observation et, au minimum, pendant l'observation. Cela signifie que l'équation du mouvement pour la fonction de probabilité contient maintenant l'influence de l'interaction avec le dispositif de mesure. Cette influence introduit un nouvel élément d'incertitude, puisque le dispositif de mesure est forcément décrit en termes de physique classique et qu'une telle description comporte toutes les incertitudes que nous connaissons de la thermodynamique ; et puisque le dispositif est en relation avec le reste du monde, il contient en fait les incertitudes sur la structure du monde entier. [...] Par conséquent, la transition du « possible  » au « réel » lors de la [réduction du paquet d'onde] a lieu pendant l'acte d'observer. »

Heisenberg explique que c'est la séparation radicale entre l'« objet » et l'observateur à travers ses appareils de mesure qui est illusoire :

« En physique classique, la science partait de la croyance - ou devrait-on dire de l'illusion? - que nous pouvons décrire le monde sans nous faire en rien intervenir nous-mêmes. [...] La théorique quantique ne comporte pas de caractéristiques vraiment subjectives, car elle n'introduit pas l'esprit du physicien comme faisant partie du phénomène atomique ; mais elle part de la division du monde entre « objet » et reste du monde, ainsi que du fait que nous utilisons pour notre description les concepts classiques. Cette division est arbitraire . »

Le fait que l'objet « en soi » est inaccessible à notre connaissance et que nous intervenons de façon active dans tout acte de connaissance était déjà au centre de la philosophie d'Emmanuel Kant. Les tenants de l'école de Copenhague vont conclure du fait que l'on n'a jamais observé quoi que ce soit indépendamment d'une mesure (soit par les cinq sens soit à travers les appareils de mesure qui en sont le prolongement) que parler de l'évolution d'un système entre des mesures n'a pas de sens. Heisenberg résume la position d'Albert Einstein qui s'opposait à l'interprétation de Copenhague ainsi :

« Cette interprétation [dit Einstein] ne nous décrit pas ce qui se passe, en fait, indépendamment des observations, ou pendant l'intervalle entre elles. Mais il faut bien qu'il se passe quelque chose, nous ne pouvons en douter ; [...] Le physicien doit postuler qu'il étudie un monde qu'il n'a pas fabriqué lui-même et qui est présent, essentiellement inchangé, si le scientifique est lui-même absent. »

Heisenberg répond :

« L'on voit facilement que ce qu'exige cette critique, c'est encore une fois la vieille ontologie matérialiste. Mais quelle peut être la réponse du point de vue de l'interprétation de Copenhague ? [...] Demander que l'on « décrive ce qui se passe » dans le processus quantique entre deux observations successives est une contradiction in adjecto, puisque le mot « décrire »  se réfère à l'emploi des concepts classiques, alors que ces concepts ne peuvent être appliqués dans l'intervalle séparant deux observations [...] L'ontologie du matérialisme reposait sur l'illusion que le genre d'existence, la « réaliste » directe du Monde qui nous entoure, pouvait s'extrapoler jusqu'à l'ordre de grandeur de l'atome. Or, cette extrapolation est impossible. »

Les conséquences philosophiques d'une telle interprétation sont considérables. La mécanique quantique et l'interprétation de Copenhague ne remettent pas en cause le principe de causalité ou principe de raison suffisante qui déclare que tout a une cause. En effet, pour l'école de Copenhague, la réduction du paquet d'onde et le caractère statistique de la mécanique quantique ne proviennent pas du hasard et du fait que « Dieu jouerait avec les dés » pour reprendre une expression d'Einstein, mais du fait de l'interaction avec l'appareil de mesure et des incertitudes que cela implique. Il existe, de toute façon, une formulation totalement déterministe de la mécanique quantique (la théorie de De Broglie-Bohm) qui prouve que ce n'est pas le principe de raison suffisante qui est en cause en mécanique quantique. En revanche, l'interprétation de Copenhague semble faire voler en éclats le principe d'identité puisque la séparation objet/appareil de mesure ne semble plus exister. L'identité de l'objet indépendamment du reste disparaît. Plus important encore, le paradoxe EPR qui est une conséquence directe de la mécanique quantique semble faire disparaître l'identité de deux particules A et B lorsqu'elles entrent en interaction. Après l'interaction, tout se passe comme si les deux particules avaient un comportement ontologiquement lié. Bohr assume complètement cette position. Hervé Zwirn explique la pensée de Bohr :

« Pour Bohr, on ne peut pas parler de l'existence d'un système et de ses propriétés indépendamment de la présence d'instruments de mesure susceptibles d'interagir avec lui. Selon cette position, une propriété physique n'appartient pas à un système microscopique mais à l'ensemble constitué du système et de l'appareil de mesure. Ce n'est que par commodité de langage que nous attribuons la propriété mesurée au système lui-même. [En ce qui concerne l'expérience du paradoxe EPR], Bohr admet bien sûr que la mesure de A n'influence pas B de manière mécanique (par une quelconque perturbation physique au sens habituel du terme), mais sa conclusion est beaucoup plus dévastatrice pour la conception intuitive qu'on peut se faire des deux systèmes. Elle aboutit à cette conséquence qu'avant la mesure de A, les deux particules A et B, bien que spatialement séparées par une distance éventuellement très grande, ne forment pas deux entités séparées [...] Il est bien sûr hors de question d'avoir une représentation intuitive ou imaginée d'une telle propriété, elle est trop radicalement en dehors de notre expérience macroscopique  . »

Pour l'interprétation de Copenhague les atomes forment un monde de potentialités ou de possibilités, plutôt que de choses et de faits. Ce que l'on mesure ce sont des évènements résultants d'une rencontre entre des phénomènes et un observateur (à travers ses appareils de mesure).

## Interprétation à l'heure actuelle
L'interprétation de Copenhague fait toujours autorité même si d'autres formulations de la mécanique quantique ont été proposées comme celle déterministe de David Bohm. Même dans cette dernière, le caractère non local de la mécanique quantique est préservé ce qui implique que la séparation entre l'objet mesuré et l'appareil de mesure ne peut plus être maintenue (voir précisément les différences entre l'interprétation de Copenhague et celle de Bohm). La formulation de Bohm a surtout l'avantage de mettre en évidence ce qui est le plus original en mécanique quantique, c'est-à-dire précisément cette non localité et l'aspect actif de l'appareil de mesure (contextualisme) et que tout le reste n'en est que des conséquences (comme le problème de la mesure quantique),,,.
Les philosophes des sciences, comme Michel Bitbol, reprennent l'interprétation de Copenhague dans un cadre du néokantisme allant plus loin encore que Bohm. En effet, dans l'interprétation de Copenhague, il est encore question d'« objets » et d'un appareil de mesure qui agit sur l'« objet ». Mais puisque l'objet en soi n'a jamais été vu ou mesuré, c'est l'existence d'un monde objectif et même la notion d'« objet » qui doivent être rejetés. Ainsi, même les atomes n'ont aucune réalité intrinsèque indépendante. Michel Bitbol déclare, en effet :

« Ni les impacts sur les écrans, ni les traces dans les chambres à bulles ni, je l'ajoute, les images si évocatrices fournies par le microscope à effet tunnel ne prouvent ce qu'ils paraissent prouver. [...] Nous ne devons pas oublier qu'en physique quantique au sens large, la possibilité d'individualiser des objets d'échelle atomique est restreinte à certaines conditions expérimentales bien particulières, et qu'elle fait complètement défaut à partir du moment où ces conditions ne sont plus remplies. Dans certaines situations, la charge d'une particule, par exemple, ne peut être décrite comme si elle était localisée en un point . »

Willard Van Orman Quine résume le fait que la mécanique quantique et l'interprétation de Copenhague remettent en cause l'existence d'un monde objectif de la façon suivante :

« [La théorie quantique] menace non seulement une ontologie tendrement aimée des particules élémentaires, mais encore le sens même de la question ontologique « qu'y a-t-il ? ». »

## Interprétation empiriste
Certains considèrent que l'interprétation de Copenhague consiste, pour résoudre un problème, à simplement appliquer les postulats de la mécanique quantique pour prédire le résultat. Même si le résultat est choquant (paradoxe EPR) ils considèrent que si la mécanique quantique a prédit correctement l'issue, elle se suffit à elle-même ; il n'est pas nécessaire d'introduire des variables cachées. Il n'y a pas non plus à tirer des conclusions sur la nature de l'univers : l'issue est contenue dans les postulats, il n'y a pas d'autre conclusion à en tirer.
Cette interprétation est en quelque sorte l'interprétation « zéro » de la physique quantique : les phénomènes physiques sont prédits, et tant que les prédictions sont correctes, on ne va pas plus loin, ni dans les hypothèses, ni dans les conclusions.
Cette pensée est à rapprocher de l'empirisme. 
Sans doute pour avoir la paix, Nicolas Copernic prit soin de deux choses : d’une part ne publier qu’à titre posthume, d’autre part mentionner que la relativité dont il parlait constituait avant tout un moyen commode de simplifier les calculs par rapport à la théorie des épicycles utilisée à son époque, sans chercher à se prononcer sur une quelconque réalité sous-jacente. Voir la préface de Des révolutions des sphères célestes par Osiander.
Cette considération de Copernic annonce déjà l’attitude qui sera plus tard celle de l’École de Copenhague en mécanique quantique : décrire, sans nécessairement prétendre expliquer, et s’en tenir aux faits observables. Hypotheses non fingo, dira Isaac Newton : « Je n’avance pas d’hypothèses », je constate juste pour le moment que les choses fonctionnent ainsi[réf. nécessaire]. Richard Feynman prend soin d’enseigner la mécanique quantique avec la même prudence dans son cours, tout en déplorant le côté frustrant et non satisfaisant pour l’esprit de la chose.
Cette conception de l'interprétation de Copenhague a pris pour slogan une citation (attribuée à Richard Feynman, plus rarement à Paul Dirac, mais probablement apocryphe car revendiquée par un physicien moins connu) reprenant la même idée plus violemment : « Shut up and calculate! » (« Ferme-la et calcule ! »).